# G. J. Göschen’sche Verlagsbuchhandlung
Die G. J. Göschen’sche Verlagsbuchhandlung war ein von Georg Joachim Göschen im  Jahr 1785 in Leipzig gegründeter Verlag.

## Geschichte

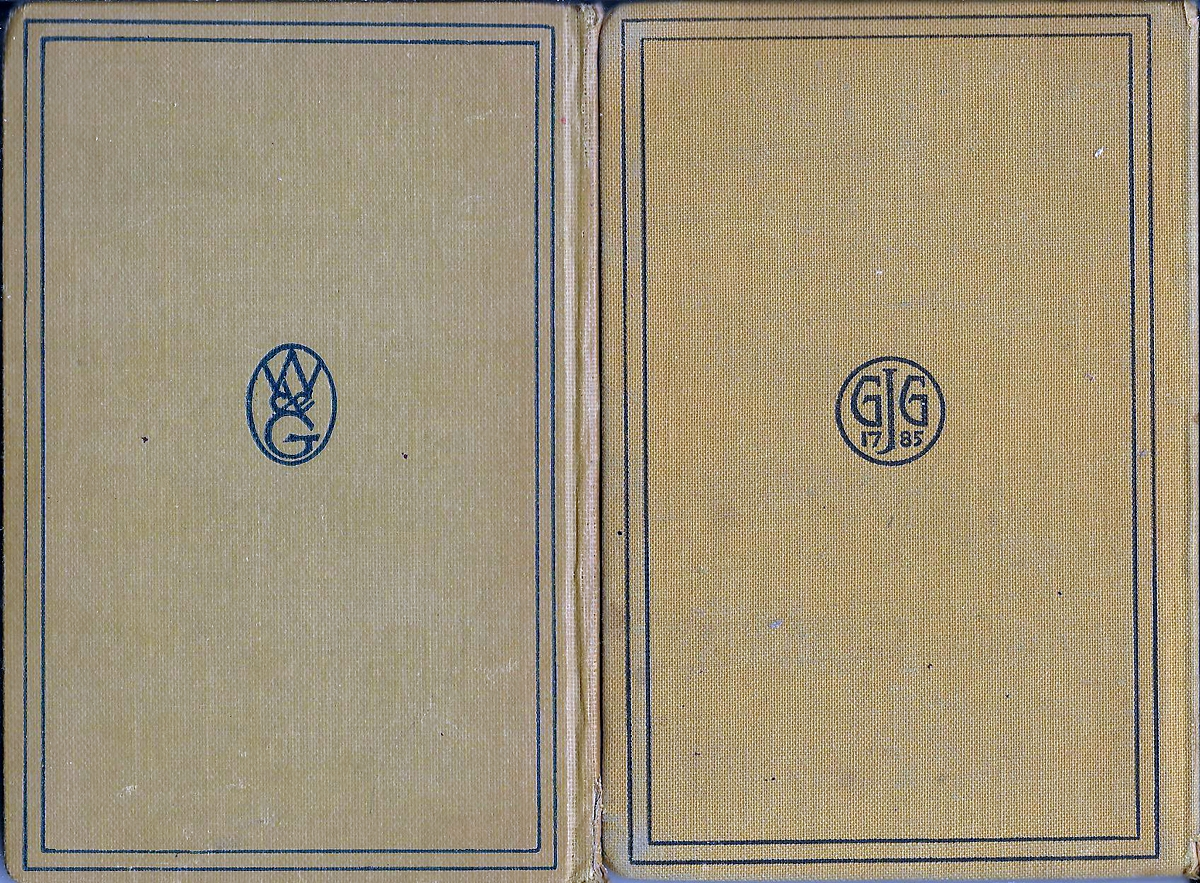
Auf Rückdeckeln der Sammlung Göschen löste das WdG-Logo (Walter de Gruyter, links) das GJG-Logo (G. J. Göschen, rechts) ab

In der Anfangszeit veröffentlichte die G. J. Göschen’sche Verlagsbuchhandlung Werke der deutschen Klassiker Schiller, Goethe, Klopstock, Lessing und Wieland, die er zunächst drucken ließ, bevor er 1793 in Leipzig selbst eine Druckerei (Officin) gründete. 1796 verlegte Georg Joachim Göschen seinen Wohnsitz nach Grimma und erwarb dort zunächst am Markt (Hausnummer 469, dann 417) ein Gebäude, in die er 1797 die Druckmaschinen der Leipziger Druckerei verbrachte. Bereits im Jahre 1801 verlegte er die Druckerei in die Judengasse (heute Frauenstraße). Seit 1796 wurde der Verlag aus Grimma geleitet.
Nach dem Tod des Gründers im Jahre 1828 ging der Verlag an dessen Sohn Hermann Julius Göschen über. Da dieser sehr bald erkrankte, wodurch er die Leitung des Verlages nicht weiter ausüben konnte, wurde die Göschensche Verlagsbuchhandlung 1838 an die Stuttgarter Cotta’sche Verlagsbuchhandlung. 1868 erwarb der langjährige Cotta-Mitarbeiter Ferdinand Weibert den Verlag und verlegte den Sitz nach Stuttgart. Mit Gottfried Keller konnte ein bedeutender Schriftsteller für den Verlag gewonnen werden. Durch einen erneuten Besitzerwechsel auf Adolph Nast erhielt der Verlag eine neue Ausrichtung. Der Verlagsgehilfe Ernst Waiblinger begründete 1889 die Sammlung Göschen als populärwissenschaftliche Reihe der Wissenschaften. 1896 übernahm Wilhelm von Crayen (* 1871; † 25. September 1934) den Verlag und verlegte den Sitz zurück nach Leipzig. Unter seiner Leitung entstanden weitere populärwissenschaftliche Reihen mit der Sammlung Schubert und Göschens Lehrbücherei. Durch den Einstieg von Walter de Gruyter in den Verlag im Jahr 1912 verlor der Verlag seine Eigenständigkeit. Zum Ende des Jahres 1918 fusionierte die G. J. Göschen’sche Verlagsbuchhandlung mit vier weiteren Verlagen zum Verlag Walter de Gruyter.